# Tibély Károly
Tibély Károly Ágost (Karol Tibelly; Szepesváralja, 1813. február 16. - Igló, 1870.) festő.

## Élete
Szülei Tibély András és Fest Anna Dorottya. Unokahúga Tibély Aurélia férje volt Mikuláš Štefan Ferienčík szlovák hivatalnok, újságíró.
Czauczik József tanítványa volt. Apja sikkasztása után meg kellett válnia a városi tanácsbeli helyétől és további tanulmányi terveit is elvetette. Rövid ideig Selmecbányán működött. 1853-tól testvéréhez költözött Breznóbányára és két évig a városban festett. Onnét, mivel művészetére ott nem volt igény, Iglóra költözött. Felső-Magyarországon és Szebenben működött.
Portréfestésről váltott tájképfestészetre, s főként a tátrai táj megörökítésében szerzett érdemeket. 1844-től több kiállításon vett részt a Pesti Műegyletben tájképeivel. Néhány képének fametszetét a Vasárnapi Újság közölte. Alkotásai megtalálhatóak a pozsonyi Szlovák Nemzeti Galéria és a kassai Keletszlovákiai Galéria gyűjteményeiben.

## Alkotásai
- 1846 Tarpataki-völgy a Rabló-kőtől

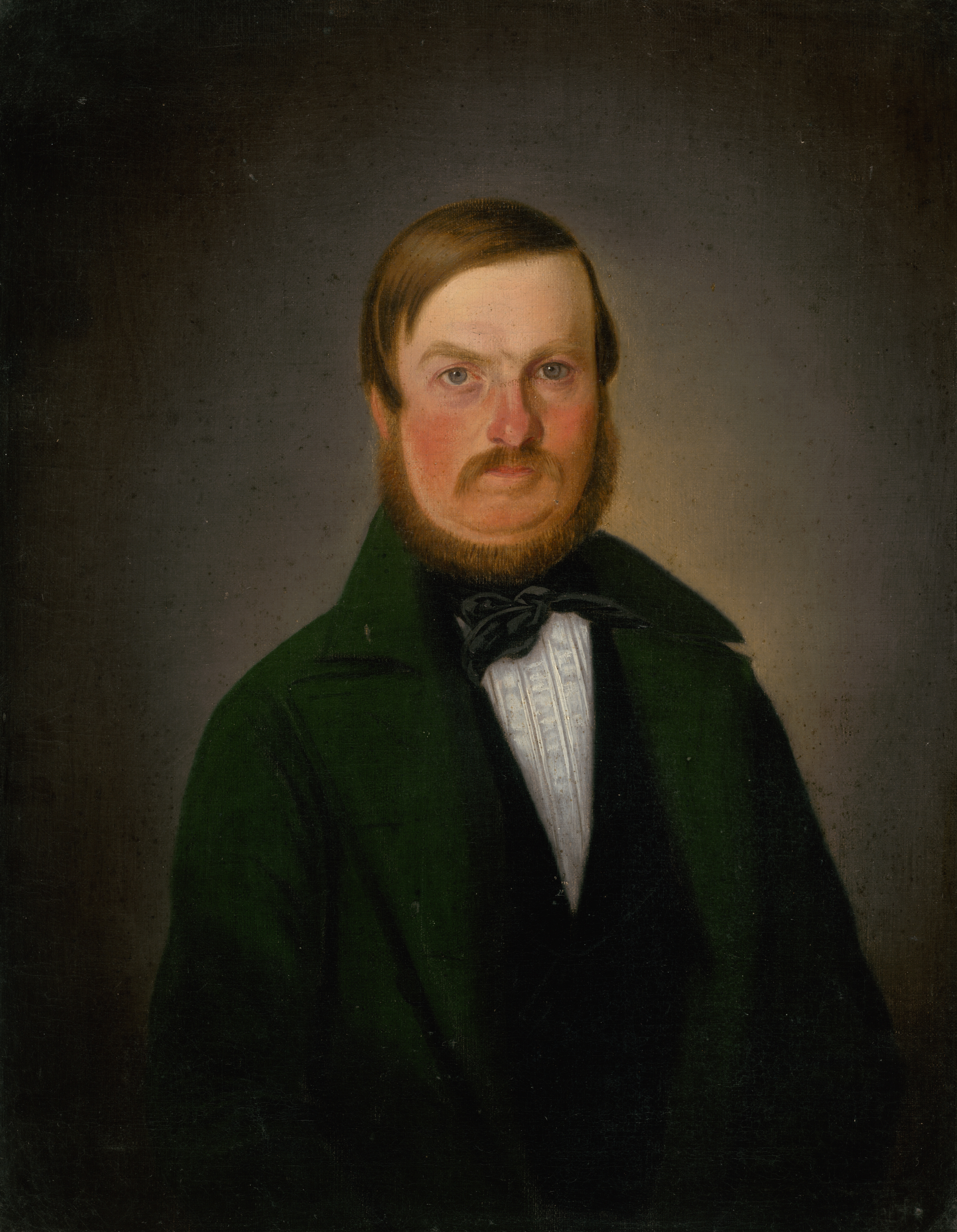
Tibély Zsigmond portréja (SzNG)

- 1858 Ótátrafüred látképe az akkori építményekkel, háttérben a Lomnici-csúcs
- Nagyszalóki-csúcs
- Igló látképe
- Igló tűzben, mikor a császáriak a honvédekkel csatáztak
- Zakopané-i éji tűz az erdőben